# Campeonato Sul-Americano de Voleibol Feminino Sub-20 de 2002
O Campeonato Sul-Americano de Voleibol Feminino Sub-20 de 2002 foi a 16a edição do torneio Sul-Americano organizado pela Confederação Sul-americana de Voleibol (CSV). 
A competição contou com a participação de cinco equipes e aconteceu de 25  a 29 de outubro, na cidade de  La Paz, Bolívia.
O torneio conferiu uma vaga para o Mundial Juvenil de 2003,feito obtido pelas representações do Brasil,  ao conquistar o décimo segundo título; e a venezuelana Jayce Andrade foi premiada como a Melhor Jogadora (MVP) .

## Seleções participantes
As seguintes seleções confirmaram participação no Campeonato Sul-Americano Sub-20 de 2002:
| Equipe    | Última participação |
| --------- | ------------------- |
| Bolívia   | (Sede), 8º em 1996  |
| Argentina | 2º em 2000          |
| Brasil    | 1º em 2000          |
| Chile     | 7º em 1998          |
| Peru      | 4º em 2000          |
| Venezuela | 3º em 2000          |

## Fase única
- Local: Coliseo Cerrado Julio Borelli Viterito- La Paz [6]

|     |           |     | Jogos | Jogos | Jogos | Resultados | Resultados | Resultados | Resultados | Resultados | Resultados | Sets | Sets | Sets  | Pontos | Pontos | Pontos |
| Pos | Equipe    | Pts | T     | V     | D     | 3–0        | 3–1        | 3–2        | 2–3        | 1–3        | 0–3        | V    | P    | R     | V      | P      | R      |
| --- | --------- | --- | ----- | ----- | ----- | ---------- | ---------- | ---------- | ---------- | ---------- | ---------- | ---- | ---- | ----- | ------ | ------ | ------ |
| 1   | Brasil    | 15  | 5     | 5     | 0     | 5          | 0          | 0          | 0          | 0          | 0          | 15   | 0    | MAX   | 375    | 231    | 1.623  |
| 2   | Venezuela | 11  | 5     | 4     | 1     | 2          | 1          | 1          | 0          | 0          | 1          | 12   | 6    | 2,000 | 392    | 335    | 1.170  |
| 3   | Argentina | 11  | 5     | 4     | 1     | 3          | 0          | 1          | 0          | 0          | 1          | 12   | 5    | 2.400 | 386    | 293    | 1.317  |
| 4   | Peru      | 6   | 5     | 2     | 3     | 1          | 1          | 0          | 0          | 1          | 2          | 7    | 10   | 0.700 | 330    | 390    | 0.846  |
| 5   | Bolívia   | 3   | 5     | 1     | 4     | 1          | 0          | 0          | 0          | 1          | 3          | 4    | 12   | 0.333 | 278    | 369    | 0.753  |
| 6   | Chile     | 0   | 5     | 0     | 5     | 0          | 0          | 0          | 0          | 0          | 5          | 0    | 15   | 0,000 | 235    | 378    | 0.622  |

Resultados
| Data   | Hora  |              | Placar |           | Set 1 | Set 2 | Set 3 | Set 4 | Set 5 | Total | Relatório |
| ------ | ----- | ------------ | ------ | --------- | ----- | ----- | ----- | ----- | ----- | ----- | --------- |
| 21 out | 18:00 | 'Argentina ' | 3–0    | Chile     | 25-8  | 25-16 | 25-14 |       |       | 75–0  | 75–38     |
| 21 out | 20:00 | 'Brasil '    | 3–0    | Venezuela | 25-17 | 25-18 | 25-21 |       |       | 75–0  | 75–56     |
| 21 out | 21:30 | 'Peru '      | 3–1    | Bolívia   | 16-25 | 25-16 | 25-17 | 25-22 |       | 91–0  | 91–80     |
| 22 out | 18:00 | 'Venezuela ' | 3–0    | Chile     | 25-11 | 25-18 | 25-10 |       |       | 75–0  | 75–39     |
| 22 out | 20:00 | 'Argentina ' | 3–0    | Bolívia   | 25-12 | 25-12 | 25-13 |       |       | 75–0  | 75–37     |
| 22 out | 21:00 | 'Brasil '    | 3–0    | Peru      | 25-11 | 25-13 | 25-11 |       |       | 75–0  | 75–35     |
| 23 out | 18:00 | 'Brasil '    | 3–0    | Bolívia   | 25-13 | 25-20 | 25-10 |       |       | 75–0  | 75–43     |
| 23 out | 19:30 | 'Peru '      | 3–0    | Chile     | 28-26 | 25-20 | 25-20 |       |       | 78–0  | 78–66     |
| 23 out | 21:00 | 'Venezuela ' | 3–2    | Argentina | 25-18 | 25-23 | 15-25 | 12-25 | 15-12 | 92–0  | 92–103    |
| 24 out | 18:00 | 'Argentina ' | 3–0    | Peru      | 25-22 | 25-8  | 25-21 |       |       | 75–0  | 75–51     |
| 24 out | 19:30 | 'Brasil '    | 3–0    | Chile     | 25-15 | 25-17 | 25-7  |       |       | 75–0  | 75–39     |
| 24 out | 21:00 | 'Venezuela ' | 3–0    | Bolívia   | 25-19 | 25-15 | 25-9  |       |       | 75–0  | 75–43     |
| 25 out | 18:00 | 'Venezuela ' | 3–1    | Peru      | 18-25 | 25-14 | 26-24 | 25-12 |       | 94–0  | 94–75     |
| 25 out | 19:30 | 'Brasil '    | 3–0    | Argentina | 25-15 | 25-21 | 25-21 |       |       | 75–0  | 75–58     |
| 25 out | 21:00 | 'Bolívia '   | 3–0    | Chile     | 25-17 | 25-16 | 25-20 |       |       | 75–0  | 75–53     |